# Jarmanpreet Singh
Pour les articles homonymes, voir Singh.
Jarmanpreet Singh né le 18 juillet 1996 à Amritsar, est un joueur de hockey sur gazon indien. Il évolue au poste de défenseur au Railway Sports Promotion Board et avec l'équipe nationale indienne.

## Carrière

### Champions Trophy
- : 2018

### Champions Trophy d'Asie
- : 2018
- : 2021